# Brat and It's Completely Different but Also Still Brat
Brat and It's Completely Different but Also Still Brat (En español: Brat y es completamente diferente pero sigue siendo Brat) es el primer álbum de remezclas de la cantante inglesa Charli XCX. Fue lanzado el 11 de octubre de 2024 por Atlantic Records. El álbum contiene remezclas de dieciséis pistas de la versión de lujo de su sexto álbum de estudio, Brat and It's the Same But There's Three More Songs So It's Not (2024), pero también presenta las pistas originales, por lo que sirve como un álbum doble.
Los artistas invitados en el álbum incluyen a Robyn, Yung Lean, BB Trickz, Ariana Grande, The 1975, Jon Hopkins, Troye Sivan, A. G. Cook, Addison Rae, Caroline Polachek, Bladee, Lorde, The Japanese House, Tinashe, Julian Casablancas, Bon Iver, Shygirl y Billie Eilish. Cook y Finn Keane manejaron principalmente la producción, con la propia Charli XCX, Jon Shave, George Daniel y los artistas invitados Bon Iver, Casablancas y The Japanese House, entre otros, contribuyendo con producción adicional.
Tras su lanzamiento, el disco recibió una gran aclamación de la crítica, que lo consideró una innovadora pieza complementaria al álbum original.

## Antecedentes
Charli XCX lanzó su sexto álbum de estudio, Brat, el 7 de junio de 2024. Una variedad de remezclas de sus canciones fueron lanzadas a lo largo de su ciclo de promoción antes del anuncio de un álbum de remezclas, comenzando con el lanzamiento de la remezcla de «Von Dutch» con A. G. Cook y Addison Rae, el 22 de marzo de 2024. Las remezclas lanzadas posteriormente, como «Girl, So Confusing» con Lorde y «Guess» con Billie Eilish, alimentaron los rumores de un álbum de remezclas.

## Lanzamiento y promoción
Brat and It's Completely Different but Also Still Brat fue anunciado junto con el lanzamiento de la remezcla de «Talk Talk» con Troye Sivan el 12 de septiembre de 2024. El mismo día, Rolling Stone anunció que el álbum de remezclas sería lanzado el 11 de octubre de 2024. Las remezclas con Billie Eilish y Lorde serían parte de la lista de canciones del álbum, junto con las remezclas con A. G. Cook, Addison Rae, Yung Lean y Robyn, que fueron lanzadas como parte del lanzamiento de sus pistas originales. El lanzamiento del álbum también coincide con la gira de conciertos de XCX y Sivan Sweat. 
La portada del álbum fue publicada por Charli XCX en sus cuentas de redes sociales. Estas publicaciones también incluyeron un enlace para preguardar el álbum en varias plataformas de streaming. La lista de canciones del álbum fue revelada el 7 de octubre cuando Charli XCX le dio a un fan la lista durante su espectáculo en Orlando y lo animó a compartirla en línea después del concierto. Más tarde confirmó esto en sus redes sociales.
Antes del lanzamiento del álbum, aparecieron vallas publicitarias en los Estados Unidos, Europa y Japón anunciando nuevas colaboraciones, confirmando la participación de Bon Iver, Julian Casablancas, Tinashe, Shygirl, The 1975, Jon Hopkins, The Japanese House, Bladee, Caroline Polachek y Ariana Grande en el álbum.

## Recepción de la crítica
Brat and It's Completely Different but Also Still Brat recibió «aclamación universal» de los críticos musicales, al igual que su contraparte original. En Metacritic, que asigna una calificación normalizada sobre 100 a las puntuaciones de publicaciones profesionales, el álbum recibió una calificación promedio de 88, basada en |2 reseñas. El agregador AnyDecentMusic? recopiló 8 reseñas y le dio al álbum un promedio de 8.4 sobre 10.
Al concluir su reseña para AllMusic, Heather Phares declaró: «Es mucho más que una vuelta de honor, Brat and it's completely different but also still brat enriquece la experiencia de escuchar Brat y la comprensión del arte de Charli XCX. Los fanáticos saben que ella se merece este nivel de aclamación durante años, pero la creatividad y la generosidad que se muestran aquí son una prueba más de que ya es hora de que el mainstream finalmente la alcance».
Caitlin Chatterton de Clash le otorgó al álbum una puntuación de 9 sobre 10, elogiando su sonido innovador y dirección artística. Rachel Aroesti de The Guardian lo describió como un testimonio de la fase creativa «imparable» de Charli XCX, dándole al álbum una puntuación perfecta de 5 sobre 5.
Escribiendo para Rolling Stone, Rob Sheffield expresó que «la remezcla de Brat no es solo una pieza de producto promocional, es un álbum de fiestas espectacular por derecho propio», extendiendo el fenómeno de «Brat Summer» hasta el otoño. De manera similar, Sal Cinquemani de Slant Magazine sintió que Charli XCX creó una «reacción autorreflexiva a su éxito con una pieza complementaria que es tan relevante —y un gran reflejo del espíritu de la época— como su álbum original».
The Daily Telegraph dio una reseña mayoritariamente positiva, destacando el poder estelar de los muchos colaboradores del álbum, pero cuestionó si la gran cantidad de colaboraciones era una «estrategia de mercadotecnia cínica [...] diseñada para volverse viral».

## Lista de canciones
| Brat and It's Completely Different but Also Still Brat (disco 1) |                                                             | |                                                    |          |  |
| N.º                                                              | Título                                                      | Escritor(es) | Productor(es)                                      | Duración |  |
| 1.                                                               | «360» (con Robyn y Yung Lean)                               | Charlotte Aitchison Robin Carlsson Jonatan Aron Leandoer Håstad Alexander Guy Cook Henry Walter Finn Keane Omer Fedi Blake Slatkin | Cirkut A. G. Cook Keane                            | 2:09     |  |
| 2.                                                               | «Club Classics» (con BB Trickz)                             | Aitchison George Daniel Belize Kazi Tim Nelson                                                                                     | Daniel TimFromTheHouse Cook                        | 2:54     |  |
| 3.                                                               | «Sympathy Is a Knife» (con Ariana Grande)                   | Aitchison Ariana Grande Jon Shave                                                                                                  | Charli XCX Keane                                   | 2:34     |  |
| 4.                                                               | «I Might Say Something Stupid» (con The 1975 y Jon Hopkins) | Aitchison Daniel Hopkins Matthew Healy Mike Lévy                                                                                   | Daniel Hopkins                                     | 4:10     |  |
| 5.                                                               | «Talk Talk» (con Troye Sivan)                               | Aitchison Cook Ross Birchard Troye Mellet Brett McLaughlin Kaelyn Behr Kevin Hickey                                                | Cook Hudson Mohawke Zhone Novodor Styalz Fuego     | 2:53     |  |
| 6.                                                               | «Von Dutch» (con A. G. Cook y Addison Rae)                  | Aitchison Addison Rae Easterling Keane                                                                                             | Cook                                               | 2:37     |  |
| 7.                                                               | «Everything Is Romantic» (con Caroline Polachek)            | Aitchison Caroline Polachek Cook Jae Deal Jasper Harris Marlon Travis Barrow Pablo Díaz-Reixa                                      | Keane El Guincho Cook Charli XCX                   | 3:23     |  |
| 8.                                                               | «Rewind» (con Bladee)                                       | Aitchison Cook Walter Benjamin Reichwald                                                                                           | Cook Cirkut                                        | 2:42     |  |
| 9.                                                               | «So I» (con A. G. Cook)                                     | Aitchison Cook Keane Shave | Cook Shave                                         | 4:39     |  |
| 10.                                                              | «Girl, So Confusing» (con Lorde)                            | Aitchison Ella Yelich-O'Connor Cook                                                                                                | Cook                                               | 3:25     |  |
| 11.                                                              | «Apple» (con The Japanese House)                            | Aitchison Amber Bain Daniel Linus Wiklund Noonie Bao                                                                               | Daniel The Japanese House Lotus IV Cook Charli XCX | 2:37     |  |
| 12.                                                              | «B2B» (con Tinashe)                                         | Aitchison Cook Keane Lévy Fedi Tinashe Kachingwe                                                                                   | Keane                                              | 2:33     |  |
| 13.                                                              | «Mean Girls» (con Julian Casablancas)                       | Aitchison Cook Herbie Hancock Julian Casablancas Ross Birchard                                                                     | Cook Casablancas Jason Lader                       | 3:46     |  |
| 14.                                                              | «I Think About It All the Time» (con Bon Iver)              | Aitchison Cook Bonnie Raitt Keane Justin Vernon Shave Lynn Buckhill                                                                | Cook Keane Bon Iver                                | 3:20     |  |
| 15.                                                              | «365» (con Shygirl)                                         | Aitchison Cook Slatkin Chris Peat Keane Walter Mark Archer Blane Muise                                                             | Keane Toby Wincorn Cook Cirkut                     | 2:01     |  |
| 16.                                                              | «Guess» (con Billie Eilish)                                 | Aitchison Billie Eilish O'Connell Harrison Patrick Smith Dylan Brady Finneas O'Connell                                             | The Dare Finneas                                   | 2:23     |  |
| 48:06                                                            |                                                             | |                                                    |          |  |

| Brat and It's Completely Different but Also Still Brat (disco 1) – Reedición digital |                               |                                         |                  |          |  |
| N.º                                                                                  | Título                        | Escritor(es)                            | Productor(es)    | Duración |  |
| 17.                                                                                  | «Spring Breakers» (con Kesha) | Aitchison Kesha Sebert Cook Keane Shave | Cook Keane Shave | 2:22     |  |
| 50:28                                                                                |                               |                                         |                  |          |  |

## Personal
Intérpretes
| - Charli XCX – voz - A. G. Cook – remezcla (pistas 1, 5, 6, 8, 10, 13) - Robyn – voz (pista 1) - Yung Lean – voz (pista 1) - George Daniel – remezcla (pistas 2, 4) - TimFromTheHouse – remezcla (pista 2) - BB Trickz – voz (pista 2) - Finn Keane – remezcla (pistas 3, 7, 12, 15) - Ariana Grande – voz (pista 3) - Jon Hopkins – remezcla (pista 4) | - The 1975 – voces (pista 4) - Dua Lipa – coros (pista 5) - Troye Sivan – voz (pista 5) - Novodor – remezcla (pista 5) - Styalz Fuego – remezcla (pista 5) - Zhone – remezcla (pista 5) - Addison Rae – voz (pista 6) - Bladee – voz (pista 8) - Lorde – voz (pista 10) - The Japanese House – remezcla, voz (pista 11) | - Tinashe – voz (pista 12) - Julian Casablancas – remezcla, voz (pista 13) - Jason Lader – remezcla (pista 13) - Bon Iver – remezcla, voz (pista 14) - Toby Wincorn – remezcla (pista 15) - Shygirl – voz (pista 15) - The Dare – remezcla (pista 16) - Finneas – remezcla (pista 16) - Billie Eilish – voz (pista 16) - Kesha – voz (pista 17) |

Técnico
| - Idania Valencia – masterización - Randy Merrill – masterización (pista 5) - Geoff Swan – mezcla (pistas 1, 2, 4, 6–9, 11, 14, 15) - Tom Norris – mezcla (pistas 3, 5, 10, 13) - Bart Shoudel – mezcla, ingeniería vocal (pista 12) - Cirkut – ingeniería vocal (pistas 1, 8) - George Daniel – ingeniería vocal (pista 2) | - Jon Shave – ingeniería vocal (pistas 3, 9) - Finn Keane – ingeniería vocal (pistas 3, 11, 14) - A. G. Cook – Ingeniería vocal (pistas 5, 9, 10, 13–15) - Hudson Mohawke – ingeniería vocal (pista 13) - Matt Cahill – asistencia de mezcla (pistas 1, 2, 4, 6–9, 11, 14, 15) - Tyler Beans – asistencia de ingeniería (pista 13) |

## Posicionamiento en listas
| Listas (2024)                           | Mejor posición |
| --------------------------------------- | -------------- |
| Croacia (HDU)                           | 6              |
| Dinamarca (Hitlisten)                   | 10             |
| Finlandia (Suomen virallinen lista)     | 28             |
| Japón (Billboard Japan Download Albums) | 75             |
| Lituania (AGATA)                        | 19             |
| Nueva Zelanda (RMNZ)                    | 1              |
| Noruega (VG-lista)                      | 5              |
| Suecia (Sverigetopplistan)              | 19             |